# Jarníkův algoritmus
Jarníkův algoritmus (v zahraničí známý jako Primův algoritmus) je v teorii grafů algoritmus hledající minimální kostru ohodnoceného grafu. Najde tedy takovou podmnožinu hran grafu, která tvoří strom obsahující všechny vrcholy původního grafu a součet ohodnocení hran z této množiny je minimální. Poprvé algoritmus popsal Vojtěch Jarník roku 1930, později byl znovuobjeven roku 1957 Robertem Primem a poté ještě jednou roku 1959 Edsgerem Dijkstrou. V zahraničí se téměř výlučně používá označení Primův algoritmus, vzácně pak Jarníkův algoritmus nebo DJP algoritmus.

## Popis
Algoritmus začíná s jedním vrcholem a postupně přidává další a tím zvětšuje velikost stromu do té doby, než obsahuje všechny vrcholy.
- Vstup: souvislý ohodnocený graf {\displaystyle G(V,E)}
- Inicializace: {\displaystyle V'=\{x\}}, kde {\displaystyle x} je libovolný vrchol z {\displaystyle V}, {\displaystyle E'=\{\}}
- Opakuj dokud není {\displaystyle V'=V}:
  - Vyber hranu {\displaystyle (u,v)} z {\displaystyle E} s minimální cenou tak, že {\displaystyle u} je ve {\displaystyle V'} a {\displaystyle v} není ve {\displaystyle V'}
  - Přidej {\displaystyle v} do {\displaystyle V'}, přidej {\displaystyle (u,v)} do {\displaystyle E'}
- Výstup: {\displaystyle G(V',E')} je minimální kostra grafu

## Časová složitost
| Datová struktura s ohodnocením hran                | Celková časová složitost     |
| -------------------------------------------------- | ---------------------------- |
| matice sousednosti                                 | V2                           |
| binární halda (v pseudokódu níže) a seznam sousedů | O((V + E) log(V)) = E log(V) |
| Fibonacciho halda a seznam sousedů                 | E + V log(V)                 |

Jednoduchá implementace s použitím reprezentace grafu pomocí matice sousednosti a prohledáváním pole cen má časovou složitost O(V2). S použitím binární haldy a seznamu sousedů dosáhneme složitosti O(E log V), kde E je počet hran a V je počet vrcholů. S použitím sofistikované Fibonacciho haldy složitost snížíme až na O(E + V log V), což je obzvláště rychlé u grafů, kde E je {\displaystyle \Omega (VlogV)}.

## Příklad
| Obrázek | Popis | Dosud neviděn | Sousedé    | Dosavadní řešení    |
| ------- | --- | ------------- | ---------- | ------------------- |
|         | Toto je náš původní ohodnocený graf. Není to strom, protože definice stromu požaduje, aby v grafu nebyly žádné kružnice a tento graf kružnice obsahuje. Čísla poblíž hran označují jejich cenu. Žádná hrana zatím není označena a vrchol D byl vybrán náhodně jako startovní vrchol. | C, G          | A, B, E, F | D                   |
|         | Druhý vybraný vrchol je nejbližší k vrcholu D: cena hrany do A je 5, do B je 9, do E je 15 a F je 6. Cena hrany do bodu A (5) je nejnižší, použijeme tedy (a v našem diagramu vyznačíme) tuto hranu.                                                                                 | C, G          | B, E, F    | A, D                |
|         | Dalším vybraným vrcholem je nejbližší vrchol buď k D nebo k A. Cena hrany z D do B je 9 a z A do B je 7, do E je 15 a do F je 6. Cena poslední jmenované hrany je nejnižší, zvolíme tedy hranu z D do F.                                                                             | C             | B, E, G    | A, D, F             |
|         | V tomto případě je nejkratší hrana z A do B. | žádný         | C, E, G    | A, D, F, B          |
|         | V tomto případě je nejkratší hrana z B do E. Další dvě hrany obarvujeme na červeno, protože je už nebudeme moci použít. Nechceme, aby vznikla kružnice. | žádný         | C, G       | A, D, F, B, E       |
|         | Jediné zbývající vrcholy jsou C a G. Hrana z E do C váží 5 a hrana z E do G váží 9. Vybíráme tedy hranu do C. Hranu z B do C obarvujeme na červeno. | žádný         | G          | A, D, F, B, E, C    |
|         | Zbývá nám už jenom vrchol G. Hrana do F váží 11 a do E 9. Vybíráme tedy hranu do E. Všechny vrcholy jsou už součástí stromu, získali jsme tedy minimální kostru grafu (na diagramu je obarvená zelenou). Celková váha kostry je 39.                                                  | žádný         | žádný      | A, D, F, B, E, C, G |

## Implementace v pseudokódu

### S použitím haldy
Inicializace
vstupy: Graf, funkce vracející ohodnocení hran a startovní vrchol
na začátku jsou všechny vrcholy nastaveny na status dosud neviděn, startovní vrchol je umístěn do grafu a všechny hrany do haldy tak, aby vracela hranu s nejnižší vahou.
```
Pro každý
 
vrchol
 
v
 
grafu

   
nastav
 min_vzdálenost 
vrcholu
 
na
 ∞
   
nastav
 otec 
vrcholu
 
na
 
null

   
nastav
 min_seznam_sousedů 
vrcholu
 
na
 prázdný_seznam
   
nastav
 je_v_Q 
vrcholu
 
na
 true

nastav
 vzdálenost startovního vrcholu 
na
 
nula

přidej do haldy 
Q
 všechny vrcholy v grafu.
```

Algoritmus
V popisu algoritmu výše,
nejbližší vrchol je Q[0]
okraj je v v Q, kde vzdálenost v < ∞ poté, co je nejbližší vrchol vyjmut z haldy
dosud neviděn je v v Q, kde vzdálenost v = ∞, co je nejbližší vrchol vyjmut z haldy
Cyklus selže pokud halda vrátí nulu. Seznam sousedů je vytvořen tak, aby mohl vrátit orientovaný graf.
časová složitost: V na cyklus, log(V) na vyjmutí hrany z haldy
```
Dokud
 
poslední_přidaný
 = vrať minimum v 
Q

    
nastav
 je_v_Q 
čeho
 
poslední přidaný
 na false
    přidej 
poslední_přidaný
 na (min_seznam_sousedu čeho (otec čeho 
poslední_přidaný
))
    přidej (otec čeho 
poslední_přidaný
) do (min_seznam_sousedů čeho 
poslední_přidaný
)
```

časová složitost: E/V, průměrný počet vrcholů
```
    
pro každý
 
soused
 
čeho
 
poslední_přidaný

    
Jestliže
 (je_v_Q čeho 
soused
) a zároveň (váha(
poslední_přidaný
, 
soused
) < min_vzdálenost čeho 
soused
)
        
nastav
 otec 
čeho
 
soused
 
na
 
poslední_přidaný

        
nastav
 min_vzdálenost 
čeho
 
soused
 
na
 váha(
poslední_přidaný
, 
soused
)
```

časová složitost: log(V), výška haldy
```
        uprav 
soused
 v 
Q
, podle min_vzdálenost
```

## Důkaz správnosti
Nechť {\displaystyle P} je souvislý, ohodnocený graf. S každou iterací Jarníkova algoritmu je přidána hrana, která spojuje vrchol v podgrafu s vrcholem mimo podgraf. Jelikož je {\displaystyle P} souvislý, musí existovat cesta mezi všemi dvojicemi vrcholů. Nechť výstup Jarníkova algoritmu je {\displaystyle Y} a {\displaystyle Y_{1}} je minimální kostra grafu {\displaystyle P}. Jestliže {\displaystyle Y_{1}=Y}, pak {\displaystyle Y} je minimální kostra grafu. V opačném případě, nechť {\displaystyle e} je první hrana přidaná během konstrukce {\displaystyle Y}, která není v {\displaystyle Y_{1}} a {\displaystyle V} je množina vrcholů spojených hranami přidanými před {\displaystyle e}. Pak jeden konec hrany {\displaystyle e} je v {\displaystyle V} a druhý není. Jelikož {\displaystyle Y_{1}} je kostra grafu {\displaystyle P}, pak musí existovat cesta v {\displaystyle Y_{1}} spojující oba konce hrany. Někde v této cestě se musí objevit hrana {\displaystyle f} spojující vrchol ve {\displaystyle V} s vrcholem, který není ve {\displaystyle V}. Ve chvíli, kdy je {\displaystyle e} přidána k {\displaystyle Y} by mohla být místo ní přidána také {\displaystyle f}, pokud by ovšem vážila méně. Jelikož ale byla přidána {\displaystyle e}, můžeme soudit, že
{\displaystyle w(f)\geq w(e)}
Nechť {\displaystyle Y_{2}} je graf získaný odstraněním {\displaystyle f} a přidáním {\displaystyle e} z {\displaystyle Y_{1}}. Je snadné ukázat, že {\displaystyle Y_{2}} je souvislý, má stejný počet hran jako {\displaystyle Y_{1}} a celková váha hran není vyšší než u {\displaystyle Y_{1}}. {\displaystyle Y_{2}} je tudíž minimální kostra grafu {\displaystyle P} a obsahuje {\displaystyle e} a všechny hrany přidané předtím při konstrukci {\displaystyle V}. Opakováním těchto kroků nakonec zjistíme, že minimální kostra grafu {\displaystyle P} je identická s {\displaystyle Y}. Tímto jsme tedy dokázali, že {\displaystyle Y} je minimální kostra grafu.